# ボリス・ペトルシャンスキー
ボリス・ペトルシャンスキー（英: Boris Petrushansky、露: Борис Петрушанский、1949年 - )は、ロシア出身でイタリア在住のピアニスト

## 概要

### 生い立ち
ボリス・ペトルシャンスキーは1949年、モスクワの音楽一家に生まれ、5歳でピアノを習い始め、8歳でモスクワ音楽院の中央音楽学校に入学し、インナ・レヴィーナのクラスで学び、1964年、15歳のペトルシャンスキーは、ハインリヒ・ノイハウスと出会い、彼の最後の弟子となった。 

### 卒業まで
ギレリスやリヒテルを世に送り出した音楽院のロマン派の伝統を忠実に守っているレフ・ナウモフに師事した後、1975年にモスクワ音楽院を卒業 。ペトルシャンスキーは卒業するまでに1969年のリーズ国際ピアノコンクールと1971年のミュンヘン国際音楽コンクールに入賞し、1975年のアレッサンドロ・カーサグランデ国際ピアノコンクールで優勝し頭角を現した。1969年、すでにリーズ国際ピアノコンクールで入賞していたペトルシャンスキーは、アルヴィド・ヤンソンス指揮レニングラード・フィルハーモニー管弦楽団のアカデミック・オーケストラと共演し、ベートーヴェンのピアノ協奏曲第4番を演奏してデビューした。

### コンサート活動
卒業後、スポレート音楽祭、ブレシア・ベルガモ国際ピアノ・フェスティバル、フィオレンティーノ音楽祭（ここではスヴャトスラフ・リヒテルの後任として参加）、ローマ、ミラノ、トリノなどでのコンサートを行う。その後演奏活動はイタリア、フィンランド、スウェーデン、イギリス、ドイツ、フランス、ベルギー、オーストリア、チェコスロバキア、アメリカ、ハンガリー、日本、イスラエル、エジプト、メキシコ、台湾、オーストラリア、スイス、アイルランド、スペイン、ポルトガル、スロヴェニア、クロアチア、ポーランド、南アフリカ、香港、チリに及ぶ。

### 共演
オーケストラとの共演では、ソ連国立交響楽団、ロシア国立交響楽団、サンクトペテルブルク・フィルハーモニー管弦楽団、モスクワ・フィルハーモニー管弦楽団、チェコ・フィルハーモニー管弦楽団、ヘルシンキ・フィルハーモニー管弦楽団、ベルリン・シュターツカペレ、サンタ・チェチーリア音楽院管弦楽団、フィレンツェ音楽祭管弦楽団、モスクワ室内管弦楽団、ヨーロッパ弦楽合奏団、ヨーロッパ共同体室内管弦楽、リトアニア室内管弦楽団などと、指揮者とでは、ヤーノシュ・フェレンチク、モーシェ・アツモン、パーヴォ・ベルグルンド、リュ・ジア、エサ＝ペッカ・サロネン、ウラディーミル・フェドセーエフ、ヤン・レーサム＝ケーニッヒ、ワレリー・ゲルギエフ、アレクサンドル・ラザレフ、モーシェ・アツモン、ドミトリー・キタエンコ、サウリュス・ソンデツキス、ロベルト・アバド、マクシム・ショスタコーヴィチ、ウラディーミル・ユロフスキー、アルド・チェッカート、アジス・ショハキモフ、 ディエゴ・マテウス、アントン・ナヌートらと共演している。

### 録音
メロディア（ロシア）、アート＆エレクトロニクス（ロシア・アメリカ）、シンポジウム（イギリス）、フォネ、アゴラ、ダイナミック（イタリア）らからブラームス、ショスタコーヴィチ、ストラヴィンスキー、リスト、ショパン、シューマン、シューベルト、チャイコフスキー、プロコフィエフ、シュニトケ、ミアスコフスキー、ウストヴォルスカヤなどの様々なレコーディングを行っている。

### ショスタコーヴィチ・ピアノ作品全集
2006年にはストラディヴァリウス（イタリア）からショスタコーヴィチのピアノ作品全集をリリースした。この録音について、デビッド・ファニングは「恐ろしく機敏で堅牢な演奏家で、幅広い色彩と攻撃を自在に操り、ショスタコーヴィチのレトリックに対する素晴らしい感覚を持っている」と評している。

### 審査員
ボリス・ペトルシャンスキーは、ブゾーニ国際ピアノコンクール、ヴィオッティ国際音楽コンクール、カサグランデ国際ピアノコンクールなど、多くの国際コンクールの審査員を務めている。

### 教育活動
1975年から1979年までモスクワ音楽院で教鞭をとり、1990年よりイモラ国際ピアノアカデミーで、1992年からアカデミア・ドゥカーレでも教鞭をとり。2024年現在はダブリン王立アカデミー、パーセル音楽学校、ローワン大学、ヴァン・クライバーン・インスティテュート・オブ・TCU、サマー・アカデミー・オブ・ヴェルビエ（スイス）、そしてイタリアと日本の多くの都市で定期的にマスタークラスを開催している。
彼の生徒には、フェデリコ・コッリ、イングリッド・フリッター、ソフィア・グリャック、ジン・ジュ、オルガ・カーン、ミハイル・リフィッツ、アルベルト・ノゼ、ロベルト・プロセダ、ベン・シューマンなどがいる。

## 受賞
2014年6月、ボリス・ペトルシャンスキーは、イタリア・フィレンツェの「アカデミア・デッレ・ミュゼ」からアカデミックの称号を授与された。